# Zazzle
Zazzle är en e-handel som låter användare ladda upp bilder och skapa sina egna varor (kläder, affischer etc.), eller köpa varor som skapats av andra användare, samt använda bilder av deltagande företag.
Användare äger rätt att öppna en egen butik gratis och ställa den vinst, royalty, de önskar tjäna på varje vara.
Zazzle grundades 1999 av Robert Beaver och hans söner Bobby och Jeff Beaver.
År 2005 investerade Google-investerarna John Doerr och Ram Shriram 16 miljoner dollar på verksamheten.
Sajten medgavs av TechCrunch som år 2007:s "bästa affärsmodell" i sina första årliga "Crunchies"-utmärkelser, och har uppmärksammats av branschexperter, såsom B. Joseph Pine, för dess okomplicerade teknik.
År 2010 erkändes Zazzle som en av "Hottest Silicon Valley Companies" av Lead411.
Zazzle.com erbjuder digitaltryck, och broderade dekorationer på sina icke-klädesplagg, liksom andra personaliseringstekniker och varor.